# Automolus lammi
Automolus lammi là một loài chim trong họ Furnariidae.